# دنيس هيوز
دنيس هيوز (بالإنجليزية: Dennis Hughes)‏ (9 أبريل 1931 بستوك أون ترينت في المملكة المتحدة - 1 يناير 1990) هو لاعب كرة قدم بريطاني في مركز الهجوم. لعب مع ستوك سيتي وCongleton Town F.C. ‏.